# Красовская, Вера Михайловна
Ве́ра Миха́йловна Красо́вская (29 августа (11 сентября) 1915, Петроград — 15 августа 1999, Санкт-Петербург) — советская артистка балета, балетовед и историк балета. Доктор искусствоведения (1965), профессор (1975), заслуженный деятель искусств России.

## Биография
В 1933 году окончила Ленинградское хореографическое училище по классу педагога Агриппины Вагановой и 15 июня того же года поступила в балетную труппу Государственного академического театра оперы и балета. В выпускном спектакле танцевала Французскую куклу в балете «Фея кукол». Танцевала в спектаклях классического репертуара.
Впервые выступила в печати в качестве балетного критика в 1941 году. С 1950 года Красовская совмещала критическую деятельность с исследовательской работой.
В 1951 году окончила театроведческий факультет Ленинградского театрального института имени А. Н. Островского.
В 1954 году защитили диссертацию на соискание учёной степени кандидата искусствоведения по теме «Образы народной героики в творчестве В. М. Чабукиани (1929—1941)».
В 1966 году В. М. Красовская вступила в Союз писателей РСФСР.
Опубликовала более 100 статей по вопросам развития современной хореографии. Среди них рецензии на этапные балетные спектакли, статьи о творчестве ведущих балетмейстеров, обзоры ленинградских балетных сезонов. Некоторые её труды переведены на английский, немецкий, польский, чешский языки.
Драматург и прозаик Я. С. Липкович писал:

Конечно, я давно знал, что Вера Михайловна одна из первых в стране знатоков русского и мирового балета, балетный критик, к чьему мнению прислушивались балетные театры не только в Москве, Ленинграде, но и далеко за рубежом. Все, что можно сказать о балете, сказано в её блестящих книгах. К началу восьмидесятых годов, ею было написано о балете столько, что даже был выпущен специальный библиографический указатель трудов Веры Михайловны… Хотя нам, своим коллегам, Вера Михайловна обычно скупо рассказывала о себе, мы знали, что она родилась в Петербурге, училась в балетной школе у Вагановой, окончила театральный институт, восемь лет танцевала в Мариинке… Но то, что она профессор, доктор искусствоведения, я узнал лишь случайно, заглянув в библиографический справочник «Писатели Ленинграда», изданный в 1981 году. Её скромность, нежелание говорить о себе, непоказная и тихая доброта поражали, и все равно она была на виду.
— Я. С. Липкович
До 1995 года работала в театральном институте. В 1996—1998 годах руководила кафедрой истории и теории хореографического искусства Академии русского балета им. А. Я. Вагановой.
В 1998 году Вере Красовской была вручена премия «Триумф». Актёр Олег Меньшиков встал перед нею на колени и преподнёс ей букет роз.
Была замужем за литературным критиком и театроведом Давидом Золотницким.

## Награды и премии
- Лауреат российской независимой премии поощрения высших достижений литературы и искусства «Триумф» (1998)
- Заслуженный деятель искусств России

### Монографии
- В. М. Красовская. Вахтанг Чабукиани. — М.: «Искусство», 1956. — 191 с.
- В. М. Красовская. Вахтанг Чабукиани, 2-е изд., доп.. — Л.; М.: «Искусство», 1960. — 347 с.
- В. М. Красовская. Балет Ленинграда. — Л.: Музгиз, 1961. — 80 с.
- В. М. Красовская. Анна Павлова. Страницы жизни русской танцовщицы. — Л.; М.: «Искусство», 1964. — 218 с.
- В. М. Красовская. Анна Павлова. Страницы жизни русской танцовщицы, 2-е изд.. — Л.; М.: «Искусство», 1965. — 218 с.
- В. М. Красовская. Статьи о балете. — Л.: «Искусство», 1967. — 340 с.
- В. М. Красовская. Нижинский. — Л.: «Искусство», 1974. — 207 с.
- В. М. Красовская. История русского балета. Учебное пособие. — Л.: «Искусство», 1978. — 231 с.
- В. М. Красовская. Наталия Дудинская. Фотоочерк. — Л.: «Музыка», 1982. — 24 с.
- В. М. Красовская, М. А. Ильичева. Ирина Колпакова. Очерк творчества. — Л.: «Музыка», 1984. — 40 с.
- В. М. Красовская. Никита Долгушин. — Л.: «Искусство», 1985. — 184 с.
- В. М. Красовская. Агриппина Яковлевна Ваганова. — Л.: «Искусство», 1989. — 223 с. — ISBN 5-210-00023-0.
- В. М. Красовская. Павлова. Нижинский. Ваганова. Три балетные повести. — М.: «Аграф», 1999. — 573 с. — ISBN 5-7784-0074-8.
- В. М. Красовская. Профили танца. Сборник. — СПб.: Изд-во Акад. рус. балета им. А. Я. Вагановой, 1999. — 399 с. — ISBN 5-93010-001-2.
- В. М. Красовская. Балет сквозь литературу. Сборник. — СПб.: Изд-во Акад. рус. балета им. А. Я. Вагановой, 2005. — 424 с. — ISBN 5-93010-023-3.

«Русский балетный театр»
- В. М. Красовская. Русский балетный театр от возникновения до середины XIX века. — Л.; М.: «Искусство», 1958. — 309 с.
- В. М. Красовская. Русский балетный театр второй половины XIX века. — Л.; М.: «Искусство», 1963. — 551 с.
- В. М. Красовская. Русский балетный театр начала XX века. Ч. 1. Хореографы. — Л.: «Искусство», 1971. — 526 с.
- В. М. Красовская. Русский балетный театр начала XX века. Ч. 2. Танцовщики. — Л.: «Искусство», 1972. — 456 с.

«Западноевропейский балетный театр»
- В. М. Красовская. Западноевропейский балетный театр. Очерки истории. От истоков до середины XVIII века. — Л.: «Искусство», 1979. — 295 с.
- В. М. Красовская. Западноевропейский балетный театр. Очерки истории. Эпоха Новерра. — Л.: «Искусство», 1981. — 286 с.
- В. М. Красовская. Западноевропейский балетный театр. Очерки истории. Преромантизм. — Л.: «Искусство», 1983. — 431 с.
- В. М. Красовская. Западноевропейский балетный театр. Очерки истории. Романтизм. — М.: «Артист. Режиссер. Театр», 1996. — 431 с. — ISBN 5-87334-019-6.

### Сборники
- В. М. Красовская. Обновление традиций. Ваганова — балетмейстер // Агрипина Яковлевна Ваганова. — Л., 1958.
- В. М. Красовская. Танцовщица Надежда Богданова. — Л.: Государственный научно-исследовательский институт театра и музыки, 1958.
- В. М. Красовская. Путь ленинградского балета. — Л.: Государственный научно-исследовательский институт театра и музыки, 1958.
- В. М. Красовская. Искусство русских танцовщиц 1850—1860-х годов. — Л.: В сб.: Театр и драматургия, 1959.
- В. М. Красовская. Современные выразительные средства в балете. — Л.: В сб.: Музыкальный театр и современность, 1962.
- В. М. Красовская. Героическая поэма. — Л., 1964.
- В. М. Красовская. Танец. Состязание. Стиль. — Л., 1966.
- В. М. Красовская. Сюжеты Пушкина в искусстве русской хореографии. — Л.: В сб.: Пушкин. Исследования и материалы, 1967.
- В. М. Красовская. Габриэла Комлева. — Л.; М.: В сб.: Ленинградский балет сегодня, вып. 2, 1968.
- В. М. Красовская. Танец. Драма. Судьба. — Л., 1969.
- В. М. Красовская. Танцовщик Вацлав Нижинский. — Л., 1969.
- В. М. Красовская. Галина Уланова. — Л., 1970.
- В. М. Красовская. Анна Павлова. — Л.: Нева, 1971.
- В. М. Красовская. Тамара Карсавина. — Л.: В кн.: Карсавина Т. П. Театральная улица, 1971.
- В. М. Красовская. Сотворение мира. — Л., 1971.
- В. М. Красовская. Анатолий Гридин. — Л., 1972.
- В. М. Красовская. Прометей балетный. — Л.: В сб.: Музыка и хореография современного балета, вып. 1, 1974.
- В. М. Красовская. Алла Осипенко. — Л., 1975.
- В. М. Красовская. Ирина Колпакова. — Л.: Нева, 1976.
- В. М. Красовская. Романтические тени. — Л.: В сб.: Константин Сергеев, 1978.
- Красовская В. Балет сквозь литературу. — СПб.: АРБ им. А. Я. Вагановой, 2005. — 424 с. — ISBN 5-93010-023-3.
- Советский балетный театр, 1917—1967. Сборник. — М.: «Искусство», 1976. — 377 с.

### Статьи
- В. М. Красовская. Алла Шелест // «Искусство и жизнь». — 1941. — № 3.
- В. М. Красовская. Балетный сезон в Ленинграде // «Звезда». — 1954. — № 9. — С. 163—168.
- В. М. Красовская. Балетный сезон в Ленинграде // Звезда. — 1955. — № 9. — С. 160—168.
- В. М. Красовская. Будни ленинградского балета // «Звезда». — 1956. — № 9. — С. 152—159.
- В. М. Красовская. Ленинградский балет продолжает поиски // «Звезда». — 1957. — № 9. — С. 175—183.
- В. М. Красовская. Балетный сезон в Ленинграде // «Звезда». — 1958. — № 9. — С. 199—206.
- В. М. Красовская. Старое и новое в балете // «Нева». — 1959. — № 9. — С. 175—183.
- В. М. Красовская В. Времена поисков, времена выдвижений // «Нева». — 1960. — № 10. — С. 180—187.
- В. М. Красовская. В поисках современной выразительности. Балетный сезон в Ленинграде // «Нева». — 1961. — № 12. — С. 166—175.

- В. М. Красовская. Черты нового. Молодые силы ленинградского балета. — Л., 1951.
- Вера Красовская. Галина Уланова. — Л.: «Звезда», 1954.
- В. М. Красовская. Лирика и драма в балетном спектакле. — Л.: «Театр и жизнь», 1957.
- В. М. Красовская. В спорах о Спартаке. — Л.: «журнал Нева», 1957.
- В. М. Красовская. Русский балет. — Л.: журнал «Огонек», 1957. — № 26.
- В. М. Красовская. Балетный театр финских друзей. — Л.: журнал «Огонек», 1957. — № 26.
- В. М. Красовская. Танцовщик и стиль. — Л.: «Театр и жизнь», 1958.
- В. М. Красовская. Мятежный порыв в танце. — Л.: «Нева», 1960.